# 3315 Chant
A 3315 Chant (ideiglenes jelöléssel 1984 CZ) a Naprendszer kisbolygóövében található aszteroida. Edward L. G. Bowell fedezte fel 1984. február 8-án.